# Rambhadracharya
Jagadguru Ramanandacharya Swami Rambhadracharya, (né Giridhar Mishra, le 14 janvier 1950) est un chef religieux hindou, pédagogue, érudit en sanskrit, polyglotte, poète, auteur, commentateur textuel, philosophe, compositeur, chanteur, dramaturge et un artiste de Katha basé à Chitrakoot en Inde. Il est l'un des quatre titulaires Ramanandacharya Jagadguru,  et détient ce titre depuis 1988.
Rambhadracharya est le fondateur et dirigeant de Tulsi Peeth, une institution de service social et religieux à Chitrakoot, nommé ainsi d'après le saint Tulsidas. Il est aussi le fondateur, et chancelier à vie, de l'université Jagadguru Rambhadracharya pour les handicapés à Chitrakoot, qui dispense les cours du deuxième et troisième cycle exclusivement aux quatre types d'étudiants handicapés. Rambhadracharya est aveugle depuis l'âge de deux mois et n'a jamais utilisé le braille ou toute autre aide pour apprendre ou composer.
Rambhadracharya peut parler vingt-deux langues. Il est un poète spontané et écrivain en sanskrit, hindi, awadhi, maithili et plusieurs autres langues. Il est l'auteur de plus de 90 livres et 50 articles, y compris quatre poèmes épiques, un commentateur en Hindi sur Râmcharitmânas de Tulsidas, un commentateur en sanskrit du verset sur Aṣṭādhyāyī, et de commentaires en sanskrit sur les Écritures Prasthānatrayī. Il est considéré en Inde comme faisant autorité à propos de  Tulsidas. Il est le rédacteur en chef d'une édition critique des Ramcharitmanas. Il est un artiste Katha pour le Ramayana et le Bhâgavata. Ses programmes Katha sont régulièrement organisés dans différentes villes en Inde et dans d'autres pays, et sont diffusées sur les chaînes de télévision comme TV Sanskar et TV Sanatan.

## Naissance et enfance

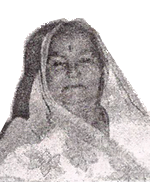
Une vieille photo de Shachidevi Mishra, mère de Rambhadracharya

Jagadguru Rambhadracharya est né dans une famille brahmane Saryupareen du Vasishtha Gotra (la lignée du sage Vasishtha) dans le village de Shandikhurd dans le district de Jaunpur, dans l'Uttar Pradesh, en Inde. Il est né à 22h34 le samedi 14 janvier 1950 (Magha Krishna Ekadashi), le jour du festival de Makar Sankranti, sous la constellation d’Anuradha. Jagadguru Rambharacharya est l’enfant de Shachidevi et de Pandit Rajdev Mishra. Il a été prénommé Giridhar par sa grand-tante, une cousine de son grand-père paternel, Pandit Suryabali Mishra. Elle était une dévote de Mirabai, une sainte de l'ère Bhakti en Inde médiévale, qui utilisait le nom de Giridhar pour s’adresser au dieu Krishna dans ses compositions.

### La perte de vue
Giridhar a perdu la vue à l'âge de deux mois. Le 24 mars 1950, il a eu une infection oculaire bactérienne appelée trachome. Il n'y avait pas de facilité pour le soigner dans le village. Alors, on l’emmena dans un village voisin à une femme âgée qui était connue pour guérir le trachome. La femme a appliqué une pâte de myrobolan sur les yeux de Giridhar afin de crever l’abcès mais cela provoqua le saignement de ses yeux, entraînant la perte de vue. Par la suite, sa famille l’emmena à l'hôpital King George à Lucknow où ses yeux ont été traités pendant 21 jours mais sa vue n'a pas pu être restaurée. Diverses pratiques de la médecine telles que l’ayurvédique, l’homéopathique, l’allopathie[Quoi ?] et d'autres ont été tentées à Sitapur, Lucknow, et Mumbai, mais en vain. Depuis, Rambhadracharya est aveugle. Comme il n'utilise pas le braille, il ne peut ni lire ni écrire mais il apprend par l'écoute et compose en dictant aux scribes.

### Accident d’enfance
En juin 1953, lors d’un spectacle de danse par un jongleur et un singe dans le village, les enfants - y compris Giridhar- se sont enfuis quand soudain le singe les toucha. Giridhar tomba dans un petit puits sec et y resta prisonnier jusqu'à ce qu'une adolescente lui sauve la vie. Son grand-père lui dit qu'il avait la vie sauve parce qu'il avait appris la ligne suivante d'un verset du Ramcharitmanas (1.192.4), à partir de l'épisode de la manifestation du dieu Rāma: 

यह चरित जे गावहिं हरिपद पावहिं ते न परहिं भवकूपा ॥

yaha carita je gāvahı̐ haripada pāvahı̐ te na parahı̐ bhavakūpā ॥

« Ceux qui chantent ce lai atteindra les pieds de Hari (Vishnu) et ne tombera jamais dans le cycle de la naissance et de la mort. »

Le grand-père de Giridhar lui a demandé de toujours réciter ce verset, et depuis Giridhar pratique cette récitation chaque fois qu'il mange ou boit.

### Première composition
La formation initiale de Giridhar lui fut donnée par son grand-père paternel qui travaillait à Bombay. Dans l'après-midi, son grand-père lui racontait divers épisodes du Ramayana et du Mahabharata (épopées hindoues), et les ouvrages de dévotion comme Vishramsagar, Sukhsagar, Premsagar, et Brajvilas. À l'âge de trois ans, Giridhar composa sa première pièce de poésie en awadhi (un dialecte de l’hindi), qu'il récita à son grand-père. Dans ce verset, Yashoda la mère nourricière de Krishna se bat avec une gopi (vachère) qui a blessé Krishna.
| Devanagari मेरे गिरिधारी जी से काहे लरी। तुम तरुणी मेरो गिरिधर बालक काहे भुजा पकरी॥ सुसुकि सुसुकि मेरो गिरिधर रोवत तू मुसुकात खरी॥ तू अहिरिन अतिसय झगराऊ बरबस आय खरी॥ गिरिधर कर गहि कहत जसोदा आँचर ओट करी॥ | IAST mere giridhārī jī se kāhe larī। tuma taruṇī mero giridhara bālaka kāhe bhujā pakarī॥ susuki susuki mero giridhara rovata tū musukāta kharī॥ tū ahirina atisaya jhagarāū barabasa āya kharī॥ giridhara kara gahi kahata jasodā ā̐cara oṭa karī॥ |
| « Pourquoi vous querellez-vous avec mon Giridhara (Krishna) ? Vous êtes une jeune fille, et mon Giridhara (Krishna) n’est qu’un enfant, pourquoi tenez-vous son bras? Mon Giridhara (Krishna) est en larmes, sanglotant à plusieurs reprises, et vous êtes là souriante ! Ah demoiselle Ahir (bouvière), vous êtes disposée à quereller, et vous êtes debout ici sans y être invitée. Giridhara (le poète) chante - dit Yashoda, en tenant la main de Giridhara (Krishna) et en couvrant [son visage] avec son sari. » | |

### La maîtrise de la Gita et du Ramcharitmanas
À l'âge de cinq ans, Giridhar a mémorisé la Bhagavad Gita,  constituée d'environ 700 versets avec des numéros de chapitre, en 15 jours, avec l'aide de son voisin Pandit Murlidhar Mishra. Le jour du Janmashtami en 1955, il a récité la Bhagavad Gita en entier. Il a publié la première version de ce texte en braille, avec le texte original en sanskrit et un commentaire en hindi, à New Delhi le 30 novembre 2007, 52 ans après la mémorisation. À sept ans, il a mémorisé le Ramcharitmanas de Tulsidas, composé d'environ 10 900 versets avec des numéros de chapitre, en 60 jours avec l’aide de son grand-père. Le jour du Rama Navami en 1957, il a récité l'épopée en entier pendant le jeûne. Ensuite, Giridhar mémorisa les Védas, les Upanishads, les œuvres de la grammaire sanskrite, la Bhâgavata Purâna, tous les œuvres de Tulsidas, et de nombreux autres ouvrages en sanskrit de la littérature indienne.

### L’upanayana et les discours Katha
L’upanayana (cérémonie de fil sacré) de Giridhar a été réalisée le jour du Nirjala Ekadashi (l’Ekadashi tombe dans la moitié lumineuse du mois lunaire de Jyeshtha) le 24 juin 1961. En ce jour, en plus d'avoir reçu le Gayatri mantra, il a été initié Diksha) dans le mantra de Rama par Pandit Ishvardas Maharaj d'Ayodhya. Après avoir maîtrisé la Bhagavad Gita et le Ramcharitmanas à un très jeune âge, Giridhar a commencé de fréquenter les programmes Katha organisés près de son village une fois tous les trois ans dans le mois intercalaire de Purushottama. La troisième fois qu’il y a assisté, il a présenté un Katha sur le Ramcharitmanas qui a été acclamé par plusieurs exposants célèbres de l'art Katha.

### La discrimination par la famille
Lorsque Giridhar eut onze ans, il lui fut refusé par sa famille de se joindre à un cortège de mariage, pensant que sa présence serait un mauvais présage pour le mariage. Cet incident a laissé une forte impression sur Giridhar qui le dit au début de son autobiographie–

« Je suis la même personne qui a été considérée comme un mauvais augure pour accompagner une partie du mariage. ... Je suis la même personne qui inaugure actuellement la plus grande des fêtes de mariage ou des cérémonies de bien-être. Qu'est-ce que tout cela? Tout cela est dû à la grâce de Dieu qui transforme une paille dans un vajra et un vajra dans une paille. »

### Politique
Partisan du nationalisme hindou, Mishra est un des dirigeants du Vishva Hindu Parishad.
En novembre 2007, Al-Qaida lui adresse un message demandant que lui et ses adeptes "se convertissent à l'islam ou se préparent à mourir".[réf. nécessaire]
En novembre 2007, Al-Qaida lui adresse un message demandant que lui et ses adeptes "se convertissent à l'islam ou se préparent à mourir".[réf. nécessaire]